# Плохой Санта
«Плохо́й Са́нта» (англ. Bad Santa) — комедия режиссёра Терри Цвигоффа, вышедшая на экраны в 2003 году. В качестве исполнительных продюсеров выступили братья Коэн, главные роли исполнили Билли Боб Торнтон и Тони Кокс. Фильм был номинирован на премию «Золотой глобус» за лучшую мужскую роль — комедия или мюзикл (Билли Боб Торнтон). Девиз фильма: «Get Naughty This Holiday Season».
Фильм вышел в прокат в возрастном цензе R из-за большого количества непристойной лексики, а также сцен насилия и полового акта. В 2004 году на DVD вышла версия фильма, не получившая рейтинга Американской киноассоциации, под названием Badder Santa (с целью различения разных версий фильма). В ноябре 2007 года Badder Santa был выпущен на Blu-ray Disc. Режиссёрская версия фильма, вышедшая на DVD в ноябре 2006 года, включает версию монтажа от Терри Цвигоффа и его аудиокомментарии. Указанная версия на 3 минуты короче версии, вышедшей в прокат, и на десять минут короче версии, не имеющей рейтинга.

## Сюжет
Главный герой фильма, Уилли — похотливый алкоголик, неудачник, проведший некоторое время за решёткой. 
В настоящий момент он вместе со своим напарником Маркусом, негром-карликом, занимается ограблениями крупных торговых центров. Перед каждым Рождеством сообщники устраиваются работать в магазин: Уилли в качестве Санта-Клауса, развлекающего детишек, а Маркус — в качестве эльфа. В ночь перед праздником Маркус, используя свои небольшие габариты, прячется в каком-нибудь укромном месте в торговом центре и после ухода охраны отключает сигнализацию. Дальше Уилли, опытный «медвежатник», вскрывает сейф, и парочка грабителей оказывается обеспечена на весь предстоящий год. Несмотря на обещания остепениться, Уилли тратит все полученные средства на выпивку и женщин и к моменту нового налёта оказывается нищим…
В этот раз подготовка к ограблению проходит не очень удачно. Менеджер магазина, Боб Чипеска, озабочен поведением вновь нанятого Санты — тот каждый день напивается вдрызг, сквернословит и занимается анальным сексом с посетительницами в кабинках для переодевания. Попытки уволить новых сотрудников не приводят ни к чему хорошему для Чипески, так как Уилли напоминает ему, что увольнение «чёрного карлика» может быть воспринято обществом как дискриминация, а уж поспособствовать раздуванию скандала Санта всегда готов. Чипеска обращается к начальнику службы безопасности, Джину, с просьбой помочь найти факты, позволяющие уволить эту парочку. Однако Джин не так прост. Узнав о криминальном занятии Уилли и Маркуса, он заставляет грабителей взять его в долю, за что, в свою очередь, обязуется не выдавать их полиции.
В ходе выполнения своих рабочих обязанностей Уилли знакомится с толстым, глуповатым и странным мальчиком — Тёрманом Мерманом. Тот не верит в существование Санта-Клауса и просто пытается найти в Уилли друга. Отец мальчика отбывает наказание за растрату в тюрьме, мать умерла, а за ребёнком «присматривает» бабушка, выжившая из ума и целый день смотрящая телевизор. Уилли, естественно, не мог не воспользоваться возможностью поживиться за счёт наивного малыша — переезжает в шикарный дом Мерманов, тратит деньги, извлечённые из семейного сейфа, приезжает на работу на BMW сидящего в тюрьме отца Тёрмана.
Постепенно общение с мальчиком начинает влиять на Уилли, вынуждая того в порыве ярости избить подростков, которые издеваются над недотёпой. После этого Уилли пытается научить своего нового друга драться и устраивает тому поединок с Маркусом, не закончившийся, впрочем, ничем хорошим. Уилли занимается несвойственными ему делами: украшает улицу перед домом Тёрмана фонарями, обдумывает, что же подарить мальчику на Рождество.
Перед ограблением Маркус со своей любовницей Луис убивают Джина и собираются избавиться от Уилли, который стал создавать слишком много проблем. В самый разгар преступления, после вскрытия сейфа, когда деньги оказались в руках сообщников, Маркус пытается осуществить задуманное, но в этот момент из засады появляются полицейские. Оказывается, Тёрман передал в полицию предсмертное письмо Уилли, которое тот подготовил для несостоявшегося суицида, с описанием всех совершённых им и Маркусом преступлений. Уилли пытается сбежать из магазина, прихватив подарок для мальчика — мягкую игрушку в виде розового слона. Полиция догоняет Плохого Санту на пороге дома Мерманов и всаживает безоружному Уилли в спину восемь пуль.
Фильм заканчивается сценой, Тёрман получает  письмо и подарки от Уилли (розовый слон и футболка), в письме он извиняется что слон заляпан кровью, а также рассказывает что с ним сейчас. Он остался жив (пули не задели жизненно важных органов, кроме печени, которой из-за алкоголя все равно конец) и благодаря записке, переданной Тёрманом в полицию и воспринятой как явка с повинной, а также превышению полномочий преследовавшими Санту полицейскими, был не только оправдан, но и поставлен на общественную должность, а тем временем пока Уилли не будет рядом, за ним будет присматривать подруга-барменша Сью, с которой Уилли познакомился в тот же день, что и с Тёрманом.
Тёрман идёт кататься на велосипеде, но к нему подходит лидер подростков, которого Уилли ранее избил, хулиган зная что большого друга теперь нет и мальчик не даст сдачи, наезжает на него. Он приказывает парню отдать свой велосипед, и когда тот молча игнорирует, обидчик кричит угрожающим тоном. После этого Тёрман с криком бьёт ногой хулигану по яйцам, как научил его Уилли во время спарринга с Маркусом, после чего садится на велосипед и уезжает. Не оглядываясь, он показывает средний палец вместе с надписью на подаренной футболке: «Когда ты голый и пьяный на вечеринке, всякое может случиться».

## В ролях
| Актёр             | Роль                          |
| ----------------- | ----------------------------- |
| Билли Боб Торнтон | Уилли                         |
| Тони Кокс         | Маркус                        |
| Бретт Келли       | Тёрман                        |
| Лорен Грэм        | Сью                           |
| Лорен Том         | Луис                          |
| Берни Мак         | Джин                          |
| Джон Риттер       | Боб Чипеска                   |
| Эджей Найду       | задиристый индус              |
| Алекс Борштейн    | мама ребёнка из Милуоки       |
| Мэтт Уолш         | Херб (в титрах не указан)     |
| Клорис Личмен     | Бабушка (в титрах не указана) |

## Съёмочная группа
- Режиссёр — Терри Цвигофф
- Сценарий — Гленн Фикарра, Джон Рекуа
- Продюсеры — Джон Кэмерон, Сара Обри, Итан Коэн, Джоэл Коэн
- Оператор — Джэми Андерсон
- Композитор — Дэвид Китай

## Производство
Изначально роль Уилли должен был играть Билл Мюррей, однако тот был вынужден отказаться из-за участия в фильме «Трудности перевода». Также заинтересованность в этой роли выражал Джек Николсон, но был занят в съёмках фильма «Любовь по правилам и без».
Роль Боба Чипески в фильме «Плохой Санта» стала последней в карьере известного актёра Джона Риттера, обладателя премий «Золотой глобус» и «Эмми». Риттер скончался 11 сентября 2003 года.
Съёмки картины, старт которых был изначально запланирован на конец марта 2002 года, проводились в Нью-Йорке с 8 июля до сентября 2002 года.

## Кассовые сборы
В прокате США фильм собрал 60 060 328 долларов, в остальном мире — 16 428 561 долларов.

## Восприятие
Одной из тем, над которой, по мнению обозревателя издания «Время новостей» Ларисы Юсиповой, удачно иронизируют авторы фильма, является политкорректность и проблемы американского общества, связанные с ней.
Катя Тарханова в своей рецензии оценила фильм на 7 баллов. По её мнению, «Хэппи-энд — не в том, что плохой Санта стал хорошим. Хэппи-энд — что сиротка Санте — не сын, и шлюшка — не жена, а им все равно вместе весело и нормально». Высокого мнения о нём остался и Роджер Эберт:   3+1⁄2.

## Продолжение
15 декабря 2015 года было объявлено, что выход сиквела запланирован на 23 ноября 2016 года. Выход фильма «Плохой Санта 2» состоялся согласно анонсу.